# Gare de Kawachi-Kokubu
La gare de Kawachi-Kokubu (河内国分駅, Kawachi-Kokubu-eki) est une gare ferroviaire de la ville de Kashiwara, dans la préfecture d'Osaka au Japon. La gare est gérée par la compagnie Kintetsu.

## Situation ferroviaire
La gare de Kawachi-Kokubu est située au point kilométrique (PK) 18,2 de la ligne Osaka.

## Histoire
La gare est inaugurée le 1er juillet 1927 sous le nom de gare de Kokubu. Elle prend son nom actuel en 1941.

## Service des voyageurs

### Accueil
La gare dispose d'un bâtiment voyageurs, avec guichets, ouvert tous les jours.

### Desserte
- Ligne Osaka :
  - voies 1 et 2 : direction Nabari et Ise-Nakagawa
  - voies 3 et 4 : direction Osaka-Uehommachi

## Dans les environs
- Siège de Panasonic Cycle Technology
- Yamato-gawa
- Temple Ampuku-ji (安福寺?)
- Kofun de Matsuokayama